# 孟庭麗
孟庭麗（1965年4月18日—2016年2月5日） ，1993年之前的原名孟祥麗。台灣女演員。護校畢業後，曾在和平醫院實習，並擔任了兩年的護理師。1980年代後期，也曾以電視廣告模特兒的身分兼差。1990年，參與電影《中華警花》的演出，正式出道。1991年，轉戰電視圈，參與電視劇演出，以及主持節目。
2016年1月26日，孟庭麗因流感導致肺炎，於拍攝電視劇《加油！美玲》時昏迷送醫，經過11天治療無效後，院方於2月5日下午2時進行第一次腦死判定，傍晚6時進行第二次腦死判定後在家屬同意下拔管，於傍晚6時41分正式宣告死亡，享年50歲，於2月6日上午8時進行器官捐贈手術，嘉惠至少8人。針對孟庭麗拍戲昏倒，台北市勞動局調查孟庭麗當時參與拍攝的台視 《加油！美玲》、 民視 《嫁妝》兩劇
，經查發現兩劇均涉違反勞動法令，通知兩劇限期改善，否則開罰。

## 演出作品

### 微電影
| 年份       | 片名                                    | 角色 |
| ---------- | --------------------------------------- | ---- |
| 2015年10月 | 《自然匯In Nature》永遠給你最呵護的感受 | 媽媽 |

### 電影
| 年份   | 片名                   | 角色       |
| ------ | ---------------------- | ---------- |
| 1992年 | 《中華警花》           | 孟莉       |
| 1995年 | 《去年冬天》           |            |
|        | 《黃金部隊》           |            |
|        | 《扎麗妲姆》(中美合作) |            |
|        | 《Mr‧潦》(中日合作)    |            |
| 2012年 | 《幸福三角地》         | 陳媽       |
| 2013年 | 《志氣》               | 李冠平媽媽 |
| 2013年 | 《我的明星爸爸》       | 蕭錦得妻子 |

### 電視劇
| 年份   | 頻道            | 劇名                               | 角色               |
| ------ | --------------- | ---------------------------------- | ------------------ |
|        |                 | 金鐘劇《老佛爺》                   | 許夫人 許珊熙      |
|        | 超視            | 《台灣重案錄－箱殺》               | 楊玉梅             |
|        | 華視            | 神捕                               | 金蘭花             |
| 1991年 | 華視            | 《江湖兒女情》                     | 高仁璇             |
| 1992年 | 華視            | 《劉伯溫傳奇—偷天換日》            | 秦夫人             |
| 1993年 | 華視            | 《包青天》 —秋娘                   | 張三少妻子         |
| 1994年 | 華視            | 《劉伯溫傳奇—毒海孤雄》            | 孟雲仙（冷井月姬） |
| 1994年 | 華視            | 《劉伯溫傳奇—明月鄉心》            |                    |
| 1994年 | 中視            | 《相親》                           | 梨花               |
| 1995年 | 台視            | 《香帥傳奇》                       | 綀霓裳             |
| 1995年 | 中視            | 《狀元花》                         |                    |
| 1995年 | 中視            | 《春風不問路》                     | 海棠               |
| 1996年 | 華視            | 《霸王花》                         | 曾心怡             |
| 1996年 | 華視            | 《烈火紅顏》                       | 陳秀玲             |
|        | 台視            | 中國民間故事 牡丹夜釵              | 白牡丹             |
| 1996年 | 台視            | 《臺灣演義》                       | 麗菊               |
| 1996年 | 中視            | 《孽海花》                         |                    |
| 1996年 | 中視            | 《斷掌順娘》                       | 阿月               |
| 1996年 | 中視            | 《老伯公的大瓦厝》                 | 玉琴               |
| 1996年 | 中視            | 《老公100分》                      | 蕾莎               |
| 1997年 | 中視            | 《苦戀花》                         | 阿月               |
| 1997年 | 中視            | 《罌粟花》                         | 溫蒂               |
| 1998年 | 華視            | 《施公奇案—盲劍遊龍》              | 豆娘               |
| 1998年 | 中視            | 《世間父母》                       | 奶媽 (客串第一集)  |
| 1998年 | 華視            | 《歡喜遊龍》                       | 荣寿固伦公主       |
| 1998年 | 民視            | 《保鏢之天之驕女》                 | 白玉蓮             |
| 1998年 | 民視            | 台灣作家劇場 - 葫蘆巷春夢          | 林茉莉             |
| 1999年 | 華視            | 《土地公傳奇－再生緣》             |                    |
| 1999年 | 台視            | 《情深到來生》                     | 楊麗兒             |
| 1999年 | 中視            | 《一屋二夫》                       | 簡婷雯             |
| 1999年 | 八大            | 《麻辣之家》                       | 何超萌             |
| 1999年 | 八大            | 《查某人的故事—暗淡的月》          | 愛玉               |
| 2000年 | 台視            | 《上錯樓梯睡錯床》                 | 許媽媽（阿娥）     |
| 2000年 | 三立台灣台      | 《九指新娘》                       | 郭淑婉             |
| 2000年 | 三立台灣台      | 《九龍傳說》                       |                    |
| 2000年 | 中視            | 《紅顏花》                         | 許含笑             |
| 2000年 | 華視            | 《珍珠衣》                         | 皇太后             |
| 2001年 | 台視            | 《流氓教授》                       | 陳導師             |
| 2001年 | 中視            | 《嫁妝一畚箕》                     | 鄭美惠             |
| 2001年 | 中視            | 《貞女‧烈女‧豪放女》               | 王如玉             |
| 2003年 | 台視            | 《再見阿郎》                       | 許麗媛             |
| 2003年 | 中視            | 《文英ㄟ厝邊》                     | 張淑娟             |
| 2003年 | 衛視中文台      | 《第八號當鋪》                     | 林慧芬             |
| 2003年 | 華視/三立都會台 | 《千金百分百》                     | 柯小姐             |
| 2003年 | 大爱            | 《富裕人生》                       | 谢母               |
| 2003年 | 東森            | 《萬家燈火》                       | 郭王明紋           |
| 2004年 | 三立台灣台      | 《台湾龙卷风》                     | 周淑贞             |
| 2005年 | 三立台灣台      | 《金色摩天轮》                     | 周秀莲             |
| 2005年 | 中視            | 《惡魔在身邊》                     | 袁美津             |
| 2006年 | 衛視中文台      | 《驚異傳奇－打開幸福的家門》       | 婷媽               |
| 2007年 | 台視            | 《神机妙算刘伯温之长生劫》         | 玉芙蓉、艳红       |
| 2007年 | 華視            | 《換換愛》                         | 霍達母             |
| 2008年 | 台視            | 《怀玉传奇 千金妈祖》              | 白金兰、白兔精     |
| 2010年 | 中視            | 《妻子們的戰爭》                   | 蔡秀鳳             |
| 2011年 | 台視            | 《姊妹》                           | 王素雲             |
| 2011年 | 公視            | 《愛在桐花紛飛時》                 | 阿笑姨             |
| 2011年 | 三立都會台      | 《勇士們》                         | 翁敏惠             |
| 2011年 | 大爱            | 《幸福的滋味》                     | 林素娇             |
| 2012年 | 台視            | 《女人花》                         | 鍾佳瑜母亲         |
| 2012年 | 公視            | 《小孩大人》                       | 蕭孟楓母親         |
| 2012年 | 三立都會台      | 《我們發財了》                     | 胡金碧             |
| 2012年 | 大爱            | 《警察先生》                       | 林母               |
| 2013年 | 台視            | 《親愛的，我愛上別人了》           | 黃瓊美             |
| 2013年 | 台視            | 《家有Mr.J》                       | 方媽               |
| 2013年 | 三立台灣台      | 《世間情》                         | 何玉梅             |
| 2014年 | 中視            | 《七個朋友》                       | 吳羿嫻             |
| 2014年 | 中視            | 《俏摩女搶頭婚》                   | 元菲母             |
| 2014年 | 大爱            | 《又見春風化雨》                   | 林加恩母           |
| 2014年 | 大爱            | 《情牽萬里》                       | 漢龍養母           |
| 2015年 | 中視            | 《失去你的那一天》                 | 嬸嬸 顏子妍        |
| 2015年 | 民視            | 《嫁妝》                           | 顏麗真             |
| 2015年 | 民視            | 《廉政英雄－第三十三單元：惡房東》 | 范姜香             |
| 2015年 | 民視            | 《星座愛情水瓶女》                 | 傅媽媽             |
| 2015年 | 央視            | 《嫁個老公過日子》                 | 陳佳玉母親         |
| 2016年 | 台視            | 《加油！美玲》                     | 馬桂華             |
| 2016年 | 民視            | 《新娘嫁到》                       | 林漢傑公司負責人   |

### 音樂錄影帶
- 庾澄慶－我知道我已經長大
- 庾澄慶－找不到主題
- 周蕙－約定
- 張惠妹—愛，永遠不會消失

## 廣告
- 法舶纖維飲料
- 偉士牌機車
- 綠州葡萄柚汁
- 王立家電
- 華歌爾沙薇少淑女系列
- 35358財經網站

## 外部連結
- 孟庭麗在互联网电影资料库（IMDb）上的資料（英文）
- 孟庭麗在香港影庫上的簡介
- 孟庭麗在时光网上的簡介（简体中文）
- 孟庭麗在豆瓣上的资料（简体中文）
- 孟庭麗的Facebook專頁